# 阿尔弗灵厄姆
阿尔弗灵厄姆（荷蘭語：Alveringem，荷蘭語發音：[ˈɑlvərɪŋ(ɣ)ɛm] ⓘ）是比利时弗拉芒大區西佛兰德省弗尔讷区的一个市镇，通行荷蘭語，是弗拉芒社群的一部分，面积80.71平方千米，人口5,089人（2018年1月1日）。